# Chiesa di San Giacomo Apostolo (Montieri)
La chiesa di San Giacomo Apostolo è un edificio sacro situato a Montieri, in provincia di Grosseto.

## Storia e descrizione
Sorse nel XIII secolo, ed è composta da un'ampia navata tardo romanica conclusa da una parete rettilinea nella quale è ricavata una piccola abside semicircolare.
La semplice volumetria dell'edificio è arricchita esternamente dalle tre monofore romaniche che si aprono nel muro terminale e, nella facciata, da un portale con arco a tutto sesto.
Internamente lo spazio, estremamente spoglio, è scandito da tre arcate trasversali aggiunte probabilmente nel Seicento. Le acuqasantiere sono state ricavate dai capitelli romanici dell'ex pieve di San Paolo.
Addossato alla chiesa, sul lato sinistro, è un piccolo ambiente, comunicante con l'edificio sacro per mezzo di un cunicolo, ove visse nella seconda metà del Duecento il beato Giacomo Papocchi. Sul suo altare è collocato una tela, datata 1618, con Cristo che comunica il beato Giacomo nella sua cella penitenziale.